# Trichothurgus colloncurensis
Trichothurgus colloncurensis là một loài Hymenoptera trong họ Megachilidae. Loài này được Ogloblin mô tả khoa học năm 1957.